# 皆天満宮
皆天満宮（かいてんまんぐう）は、奈良県奈良市西ノ京町にある神社。

## 祭神
- 菅原道真[2]

## 境内

### 本殿
三間社切妻造銅板葺で、正面に見世棚を設ける。正面は三間板扉で、背面は柱間二間。江戸時代前期の建物とみられている。春日大社摂社、紀伊神社旧本殿の移しとの説がある。